# مزرعه رضا
مزرعه رضا یک منطقهٔ مسکونی در ایران است که در دهستان سرولایت واقع شده‌است. مزرعه رضا ۱۶ نفر جمعیت دارد.